# Latotutulioplitis
Latotutulioplitis es un género de ácaros perteneciente a la familia Oplitidae.

## Especies
Latotutulioplitis W. Hirschmann, 1984
- - Latotutulioplitis labyrinthi (Hirschmann, 1984)
  - Latotutulioplitis latotutuli (Hirschmann, 1984)
  - Latotutulioplitis ootutuli (Hirschmann, 1984)
  - Latotutulioplitis radiata (Hirschmann, 1984)
  - Latotutulioplitis tutuli (Hirschmann, 1984)
  - Latotutulioplitis zavattarii (Valle, 1955)
  - Latotutulioplitis zicsii (Zirngiebl-Nicol & Hirschmann, 1973)